# Les Orphelins d'Apollo
Pour plus de détails, voir Fiche technique et Distribution.
 (juin 2024).
Si vous disposez d'ouvrages ou d'articles de référence ou si vous connaissez des sites web de qualité traitant du thème abordé ici, merci de compléter l'article en donnant les références utiles à sa vérifiabilité et en les liant à la section « Notes et références ».
Les Orphelins d'Apollo (en anglais : Orphans of Apollo) est un documentaire de 2008 sur la tentative d'un groupe d'entrepreneurs, rassemblés au sein de l'entreprise MirCorp, de privatiser la station spatiale russe Mir pour en faire le premier hôtel de l'espace.